# Hiệp hội Công nghiệp Quốc phòng và Hàng không Châu Âu
Hiệp hội Công nghiệp Quốc phòng và Hàng không Châu Âu (AeroSpace and Defence Industries Association of Europe) (ASD) là một hiệp hội thương mại cho hãng sản xuất hàng không vũ trụ, công nghiệp quốc phòng và an ninh tại Châu Âu. Theo tổ chức, nó đại diện cho hơn 3.000 công ty tại 17 quốc gia.

## Lịch sử
Tổ chức được thành lập vào năm 2004 thông qua việc sáp nhập Hiệp hội Công nghiệp Không gian Châu Âu (Eurospace), Hiệp hội Công nghiệp Hàng không Châu Âu (AECMA) và Nhóm Công nghiệp Quốc phòng Châu Âu (EDIG).

## Hoạt động
Tổ chức hoạt động như một nhóm vận động và động viên chính sách cho ngành công nghiệp trong cơ cấu Liên minh châu Âu, đặc biệt là Cơ quan Quốc phòng Châu Âu, Cơ quan An toàn Hàng không Châu Âu và Cơ quan Chương trình Vũ trụ Châu Âu.
Tổ chức chịu trách nhiệm duy trì tiêu chuẩn ASD-STE100 Simplified Technical English (STE) cho tài liệu kỹ thuật hàng không vũ trụ.